# Ecstasy (My Bloody Valentine)
Ecstasy è un mini-LP del gruppo musicale irlandese My Bloody Valentine, pubblicato nel 1987 dalla Lazy Records.
Nel 1989, venne ripubblicato, insieme al EP precedente Strawberry Wine, nella raccolta Ecstasy and Wine.

## Tracce
Tutti i brani sono di Kevin Shields, eccetto dove indicato.
1. She Loves You No Less - 2:34
2. The Things I Miss - 2:56 (Shields/Colm Ó Cíosóig)
3. I Don't Need You - 2:38
4. (You're) Safe In Your Sleep (From This Girl) - 2:31
5. Clair - 2:33
6. You've Got Nothing - 3:41
7. (Please) Lose Yourself In Me - 3:26 (Shields/Colm Ó Cíosóig)

## Formazione
- Kevin Shields - chitarra, voce
- Bilinda Butcher - chitarra, voce
- Colm Ó Cíosóig - batteria
- Debbie Googe - basso